# Hideaki Mochizuki
Hideaki Mochizuki (Japans: 望月英明, Mochizuki Hideaki) (augustus 1948) is een Japanse contrabassist in de jazz.
Hideaki Mochizuki werkte vanaf het begin van de jaren 70 in de jazzscene van Tokyo, onder meer met Kohsuke Mine (het album Expectations, 1973), de groep Jam Rice Sextet (met Yosuke Yamashita, Akira Sakata en Toshinori Kondō), Shigeharu Mukai, Ryōjirō Furusawa, Akira Sakata, Takeo Moriyama, Fumio Itabachi, Tatsuya Nakamura en Keize Inoue. In de jaren 80 en 90 werkte hij mee aan opnames van Tomoki Takahashi/Elvin Jones, Yoriyuki Harada (Miu), Takeo Moriyama (East Plants), Koichi Matsukaze, Shigeo Maruyama, Kurumi Shimizu en Itaru Oki (Concert with Strings, 1998). In de jazz was hij tussen 1973 en 1998 betrokken bij 29 opnamesessies, onder andere bij Yosuke Yamashita's album Dr. Kanzo (Verve, 1998).